# Distância de ligação
Na geometria molecular, a distância de ligações ou comprimento de ligação é a distância média no tempo entre os núcleos de dois átomos ligados por uma ligação química em uma molécula.